# Molino de Fuentes Claras
El Molino de Fuentes Claras es una construcción hidráulica ubicada en el municipio homónimo, en la provincia de Teruel (Aragón, España).

## Historia
Fue construido con anterioridad a 1555. En 1731 pertenecía a José Latorre Alava, hidalgo vecino de Burbáguena, quien lo arrendaba a molineros profesionales. En el siglo XX fue transformado aprovechando el salto de agua para la instalación de una pequeña fábrica de luz para abastecer la fábrica de harinas de Bello, de los mismos propietarios. Dejó de funcionar en la década de los ochenta del siglo XX.

## Descripción
La construcción está ubicada a las orillas del Río Jiloca, cuyo caudal transcurre junto al núcleo urbano.
Se trata de un molino de la tipología de contrabalsa. Construido en mampostería, tapial y ladrillo, según diversas reparaciones. Presenta cuatro cárcavos, de diferente factura, unos realizados en sillería y otros con los sillares menos regularizados. Posee una vivienda anexa, a la que se accede por un porche de entrada, bajo el cual se encuentra un arco de medio punto de sillería, muy modificado. El resto de la construcción alterna tapial y mampostería. El edificio conserva en su interior la maquinaria tanto del molino como de la fábrica de luz.